# Suton Radio
Der Sender Suton Radio wurde am 9. November 2001 in Savino Selo, Vojvodina/Serbien gegründet. 2007 folgte ein Ableger in Deutschland mit Sitz in Steinbach (Taunus)/Hessen. Am 18. Februar 2008 erhielt Suton Company von der Versammlung der Hessischen Landesanstalt für privaten Rundfunk und neue Medien die Zulassung zur Veranstaltung und Verbreitung eines bundesweiten Hörfunkvollprogramms. Das 24-stündige Programm finanziert sich über Einnahmen aus Werbung und kostenpflichtigen Telefondienstleistungen.

## Programm
Suton Radio sendet 24 Stunden Musik aus den Sparten Narodna (vergleichbar mit Volksmusik) und Zabavna (Pop in serbischer Sprache). Die Playlist setzt sich aus Titeln der 1960er-Jahre bis heute zusammen.

## Empfang
Suton Radio kann übers Internet als Livestream und per Handy empfangen werden. Der Sender wird auch über den Satelliten Eutelsat verbreitet.